# Das Übel
Das Übel (ahd.: abel, ibel, ubil) ist in der Philosophie ein Begriff, der alles bezeichnet, was dem Guten entgegengesetzt ist – also das Schlechte. Es ist vom Bösen zu unterscheiden, mit dem es häufig verwechselt wird. Übel ist der allgemeinere Begriff, der mehr als das Böse umfasst. Alles Böse gehört zum Übel, aber nicht jedes Übel gehört zum Bösen.

## Begriffsgeschichte
Das Wort kommt bereits im Althochdeutschen als ubil vor. Die Etymologie ist unsicher; anscheinend bezeichnete der Begriff ursprünglich etwas, was über das als natürlich und „gut“ Empfundene hinausgeht, eine Übertreibung, welche die natürliche Ordnung stört. Gemeint waren ursprünglich – und auch später im Alt- und Mittelhochdeutschen am häufigsten – Handlungen, die gegen die angenommene sittliche Weltordnung verstoßen und daher „Übeltaten“ sind.
Thematisiert wurde die Bedeutung des Begriffs Übel vor allem, weil er im Vaterunser vorkommt, wo die Formulierung der lateinischen Bibel (Vulgata) „libera nos a malo“ mit „erlöse uns von dem Übel“ übersetzt wurde. Schon im Althochdeutschen wurde ubil als Übersetzung des lateinischen Wortes malum verwendet, das ebenso wie das altgriechische kakón sowohl allgemein Übel als auch speziell Böses bezeichnet. So übersetzte Martin Luther: „erlose uns von dem ubel“. Er bemerkt dazu in seiner „Auslegung deutsch des Vaterunsers für die einfältigen Laien“ (1519), unter Übel sei zu verstehen „Unfriede, Teuerung, Krieg, Pestilenz, Plagen wie auch Hölle und Fegfeuer und alle peinlichen Übel an Leib und Seel“. Der Begriff malum bzw. Übel wurde nicht auf das moralisch Böse eingeengt, sondern auch für Naturkatastrophen und Krankheiten verwendet. In der heutigen ökumenischen Fassung hingegen lautet die Übersetzung „erlöse uns von dem Bösen“ (Matthäus 6,13 ).
Eine bemerkenswerte Analyse der Auseinandersetzung um die Frage des Übels und zugleich eine Antwort auf das Theodizeeproblem findet sich bei Laktanz, einem der Kirchenväter:
„Gott kann alles, was er will und Schwäche und Mißgunst ist nicht in ihm. Er kann also die Übel wegnehmen, aber er will es nicht; und doch ist er darum nicht mißgünstig. Er nimmt sie aus dem Grunde nicht hinweg, weil er, wie bemerkt, dem Menschen zugleich die Weisheit (Vernünftigkeit) verliehen hat, und weil mehr Gutes und Annehmliches in der Weisheit liegt, als Beschwerlichkeit in den Übeln. Denn die Weisheit bewirkt, dass wir Gott erkennen und vermöge dieser Erkenntnis die Unsterblichkeit erlangen, und darin besteht das höchste Gut. Wenn wir also nicht vorher das Übel erkennen, so vermögen wir auch nicht das Gut zu erkennen. Aber das hat sich weder Epikur noch ein anderer klar gemacht, daß mit der Aufhebung der Übel zugleich die Weisheit hinweggenommen würde, und daß keine Spur von Tugend mehr im Menschen bliebe; denn das Wesen der Tugend liegt im Ertragen und Überwinden der Bitterkeit des Übels.“
Gottfried Wilhelm Leibniz unterscheidet zwischen metaphysischem, physischem und moralischem Übel. Das metaphysische Übel bestehe in der unvermeidlichen Endlichkeit bzw. Unvollkommenheit alles Geschaffenen, das notwendigerweise hinter der Vollkommenheit des Schöpfers zurückbleiben müsse. Als physisches Übel bezeichnet er das Leid, als moralisches Übel die Sünde oder Schuld.
Immanuel Kant betont, dass die lateinische Sprache nur den Begriff malum kennt, während die deutsche begrifflich zwischen dem Übel und dem Bösen differenziert. Das Böse ist für Kant vom menschlichen Willen abhängig, es ist das Ergebnis einer sittlichen Entscheidung und daher aus philosophischer Sicht ethisch relevant. Als Übel hingegen wird etwas dann bezeichnet, wenn es einen Zustand der Unannehmlichkeit oder des Schmerzes hervorruft; dies ist aus Kants Sicht an und für sich philosophisch nicht relevant. Hegel hingegen definiert das Übel als Unangemessenheit des Seins zum Sollen. Diese Definition zielt im Unterschied zu derjenigen Kants nicht auf eine Abgrenzung des Übels vom Bösen.
In der philosophischen und der theologischen Diskussion über das Übel wird seit der Antike insbesondere die Frage erörtert, ob das Übel nur eine Abwesenheit des Guten (lateinisch privatio boni, „Mangel am Guten“) ist, wofür vor allem der spätantike Kirchenvater Augustinus argumentierte, oder ob ihm bzw. dem Bösen ontologisch eine eigenständige Existenz zukommt.

## Übel und Vernunft
Der Zusammenhang von Übel und Vernunft wird durch den spanischen Künstler Francisco de Goya künstlerisch in seiner berühmten Radierung "Der Schlaf der Vernunft gebiert Ungeheuer" (Originaltitel: El sueño de la razón produce monstruos, 1799) verarbeitet.

## Die Wurzel allen Übels
In der Ausdrucksweise von der „Wurzel allen Übels“ steckt die Vorstellung, dass sich die Vielzahl aller Übel auf ein Übel (eine Wurzel, eine Ursache) reduzieren ließe.
Die Vorstellung von der Wurzel allen Übels findet in den Debatten um die Existenz oder Nichtexistenz einer Weltvernunft und ihrer eventuellen Beschaffenheit ihren Niederschlag und ist ein bedeutender Teil der Philosophiegeschichte.
So nahmen einige Philosophen die Existenz einer objektiven Vernunft an: ein die Welt durchwaltendes und ordnendes Prinzip als metaphysische oder kosmologische Vernunft – Weltvernunft, Weltgeist, Logos, Gott. Zu diesen Philosophen gehören z. B. Heraklit, Plotin und Hegel.
Gedicht von Friedrich Hölderlin:
Wurzel alles Übels

Einig zu sein, ist göttlich und gut; woher ist die Sucht denn

Unter den Menschen, daß nur einer und eines nur sei?
The Root of All Evil? ist ein Dokumentarfilm von Richard Dawkins, in dem er die Frage stellt, ob die Menschheit ohne Religion in einem besseren Zustand wäre.
Tragfähigkeit der Erde = nutzbare Oberfläche der Erde / Lebensstandard als ökologischer Fußabdruck
Im Weltbevölkerungsbericht 2019 (gekürzt) wird unter Wurzel aller Probleme darauf verwiesen, dass Gender-Normen und reproduktive Rechte sich gegenseitig beeinflussen und eine Familienplanung noch längst nicht für alle Menschen möglich ist.
Die Auswirkungen des Weltbevölkerungswachstums werden oft mit apokalyptisch anmutenden Sprachbildern geführt, wie Bevölkerungsexplosion, Menschen als Plage, Abgrundszenario.